# Coupe du pays de Galles de rugby à XV
La Coupe du pays de Galles de rugby à XV est une compétition à élimination directe mettant aux prises les clubs gallois depuis 1972. Sponsoring oblige, cette compétition a connu plusieurs noms : elle s'appelle en dernière date Swalec Cup.

## Palmarès
| - 1972 : Neath 15 — 9 Llanelli - 1973 : Llanelli 30 — 7 Cardiff - 1974 : Llanelli 12 — 10 Aberavon - 1975 : Llanelli 15 — 6 Aberavon - 1976 : Llanelli 16 — 4 Swansea - 1977 : Newport 16 — 15 Cardiff - 1978 : Swansea 13 — — 9 Newport - 1979 : Bridgend 18 — 12 Pontypridd - 1980 : Bridgend 15 — — 9 Swansea - 1981 : Cardiff 14 — 6 Bridgend - 1982 : Cardiff 12 — 12 Bridgend - 1983 : Pontypool 18 — 6 Swansea - 1984 : Cardiff 24 — 19 Neath - 1985 : Llanelli 15 — 14 Cardiff | - 1986 : Cardiff 28 — 21 Newport - 1987 : Cardiff 16 — 15 Swansea (a. p.) - 1988 : Llanelli 28 — — 13 Neath - 1989 : Neath 14 — 13 Llanelli - 1990 : Neath 16 — 10 Bridgend - 1991 : Llanelli 24 — 9 Pontypool - 1992 : Llanelli 16 — 7 Swansea - 1993 : Llanelli 21 — 18 Neath - 1994 : Cardiff 15 — 8 Llanelli - 1995 : Swansea 17 — 12 Pontypridd - 1996 : Pontypridd 29 — 22 Neath - 1997 : Cardiff 33 — 26 Swansea - 1998 : Llanelli 19 — 12 Ebbw Vale - 1999 : Swansea 37 — 10 Llanelli | - 2000 : Llanelli 22 — 12 Swansea - 2001 : Newport 13 — 8 Neath - 2002 : Pontypridd 20 — 17 Llanelli - 2003 : Llanelli 32 — 9 Newport - 2004 : Neath 36 — 13 Caerphilly - 2005 : Llanelli 25 — 24 Pontypridd - 2006 : Pontypridd 26 — 25 Neath - 2007 : Llandovery 20 — 18 Cardiff - 2008 : Neath 28 — 22 Pontypridd - 2009 : Neath 27 — 21 Llanelli - 2010 : Llanelli 20 – 8 Carmarthen Quins - 2011 : Pontypridd 35 – 24 Aberavon - 2012 : Cross Keys 32 – 19 Pontypridd - 2013 : Pontypridd 34 – 13 Neath | - 2014 : Pontypridd 21 - 8 Cross Keys - 2015 : Bridgend 19 - 15 Pontypridd - 2016 : Llandovery 25 - 18 Carmarthen Quins - 2017 : RGC 1404 15 - 11 Pontypridd - 2018 : Merthyr RFC 41 - 7 Newport RFC |

## Palmarès par club
| Club           | Titre(s) | Premier(s) - Dernier(s) |
| -------------- | -------- | ----------------------- |
| Llanelli       | 14       | 1973-2010               |
| Cardiff        | 7        | 1981-1997               |
| Neath          | 6        | 1972-2009               |
| Pontypridd     | 6        | 1995-2014               |
| Swansea        | 3        | 1978-1999               |
| Bridgend       | 3        | 1979-2015               |
| Llandovery RFC | 2        | 2007-2016               |
| Newport        | 2        | 1977-2001               |
| Merthyr RFC    | 1        | 2018                    |
| Cross Keys     | 1        | 2012                    |
| Pontypool RFC  | 1        | 1983                    |
| RGC 1404       | 1        | 2017                    |